# Estanyol del Vilar
L'estanyol del Vilar és l'estanyol més conegut de la comarca del Pla de l'Estany.
Es troba just a la riba sud de l'estany, i, igual que el mateix estany, recorda la forma d'un 8 degut a les dues cubetes que el formen. L'aigua entra pel fons d'aquestes i es comunica amb l'estany a través d'un canal artificial format l'any 1949, sobre el qual hi ha un pont.
Les seves dimensions: té 12.450 metres quadrats i una fondària màxima de 9 metres.
Al seu costat hi ha la font del Vilar, actualment amb una escultura de l'artista Lluís Vilà que marca el límit entre els municipis de Banyoles i Porqueres.
Hi ha dos motius que fan especial l'estanyol del Vilar: primerament perquè en aquest mateix estanyol fa més de cent anys que s'hi celebra el concurs de pesca per les Festes de la Mare de Déu d'Agost. Els pescadors participants es troben davant de l'Ajuntament i acompanyats d'una orquestra desfilen fins a l'estanyol on comença l'esdeveniment. Tan bon punt s'acaba la festa, els animals es tornen a l'aigua. El segon motiu és perquè està a tocar d'un dels paratges més emblemàtics de l'estany, els Desmais; lloc de descans, trobada, on la mainada juga i on es troben dues fonts més: La Filosa i la font del Ferro.
A més a més, entre l'estanyol del Vilar i l'estany s'hi troba una esplanada que condueix a una petita passera que s'endinsa a les aigües de l'estany, per a poder-lo contemplar tranquil·lament.